# Liste des lieux patrimoniaux de la municipalité régionale de Durham
Cet article recense les lieux patrimoniaux de la municipalité régionale de Durham inscrits au répertoire des lieux patrimoniaux du Canada, qu'ils soient de niveau provincial, fédéral ou municipal.

## Liste
| [ 1 ] | Lieu patrimonial                                  | Illustration                                      | Municipalité | Adresse                       | Coordonnées      | No    | Constr. | Prot.                                    | Rec. | Notes |
| ----- | ------------------------------------------------- | ------------------------------------------------- | ------------ | ----------------------------- | ---------------- | ----- | ------- | ---------------------------------------- | ---- | ----- |
| F     | Vieille église en pierre                          | Vieille église en pierre                          | Brock (en)   | 1490 Road 15 (Simcoe Street)  | 44.4264 -79.1157 | 7775  | 1853    | LHN                                      | 1991 |       |
| F     | Voie navigable Trent-Severn                       | Téléverser                                        | Brock (en)   | Main Street                   | 44.4932 -79.1403 | 4507  | 1920    | LHN                                      | 1929 | [ 3 ] |
| M     | 19 King Street East                               | Téléverser                                        | Clarington   | 19, King Street East          | 43.9118 -78.6885 | 7577  |         | Municipal Heritage Designation (Part IV) | 1990 |       |
| M     | 210 King Street West                              | 210 King Street West                              | Clarington   | 210, King Street West         | 43.9167 -78.5928 | 7592  |         | Municipal Heritage Designation (Part IV) | 1995 |       |
| M     | 62-66 King Street West                            | Téléverser                                        | Clarington   | 62-66 King Street West        | 43.9128 -78.691  | 7602  | 1856    | Municipal Heritage Designation (Part IV) | 1998 |       |
| F     | Parkwood                                          | Parkwood                                          | Oshawa       | 270 Simcoe Street North       | 43.9048 -78.8676 | 4300  | 1940    | LHN                                      | 1989 |       |
| F     | Manège militaire du colonel R. S. McLaughlin      | Manège militaire du colonel R. S. McLaughlin      | Oshawa       | 53 Simcoe Street North        | 43.8992 -78.8637 | 4801  | 1914    | ÉFP reconnu                              | 1991 |       |
| F     | Ancienne école de rang d'Atha                     | Ancienne école de rang d'Atha                     | Pickering    | 555, 8th Concession Road      | 43.9421 -79.1796 | 13092 | 1864    | Recognized Federal Heritage Building     | 2006 |       |
| F     | Ancienne école de rang de Mount Pleasant          | Ancienne école de rang de Mount Pleasant          | Pickering    | 1503 7th Concession Road      | 43.9354 -79.1247 | 13088 | 1858    | Recognized Federal Heritage Building     | 2006 |       |
| F     | Ancien hôtel Commercial                           | Ancien hôtel Commercial                           | Pickering    | 1709 Highway 7 Road, Brougham | 43.919 -79.105   | 12992 | 1860    | Recognized Federal Heritage Building     | 2006 |       |
| F     | Ancienne mairie du canton de Pickering            | Ancienne mairie du canton de Pickering            | Pickering    | 3545 Brock Road               | 43.9179 -79.106  | 13152 |         | Recognized Federal Heritage Building     | 2006 |       |
| F     | Ancienne résidence Miller                         | Ancienne résidence Miller                         | Pickering    | 1622 Highway 7 Road           | 43.9181 -79.1105 | 13041 | 1880    | Recognized Federal Heritage Building     | 2006 |       |
| F     | Ferme Thistle Ha'                                 | Ferme Thistle Ha'                                 | Pickering    |                               | 43.9431 -79.1079 | 9632  | 1870    | LHN                                      | 1973 |       |
| F     | Galerie d’art; ancienne école de rang de Brougham | Galerie d’art; ancienne école de rang de Brougham | Pickering    | 1613 Highway 7                | 43.9176 -79.1098 | 13335 | 1859    | Recognized Federal Heritage Building     | 2006 |       |
| F     | Maison Bentley                                    | Maison Bentley                                    | Pickering    | 3590 Brock Road               | 43.9184 -79.1068 | 9836  | 1855    | Recognized Federal Heritage Building     | 1992 |       |
| F     | Ancien hôtel de ville de Port Perry               | Ancien hôtel de ville de Port Perry               | Scugog (en)  | 302 Queen Street              | 44.1034 -78.9472 | 4211  | 1873    | LHN                                      | 1984 |       |
| F     | Presbytère de Leaskdale                           | Presbytère de Leaskdale                           | Uxbridge     |                               | 44.2031 -79.1606 | 7716  | 1886    | LHN                                      | 1996 |       |
| P     | Ontario County Court House                        | Ontario County Court House                        | Whitby       | 416, Centre Street S.         | 43.8756 -78.9438 | 10545 | 1854    | Ontario Heritage Foundation Easement     | 1985 |       |